# Cemboráin

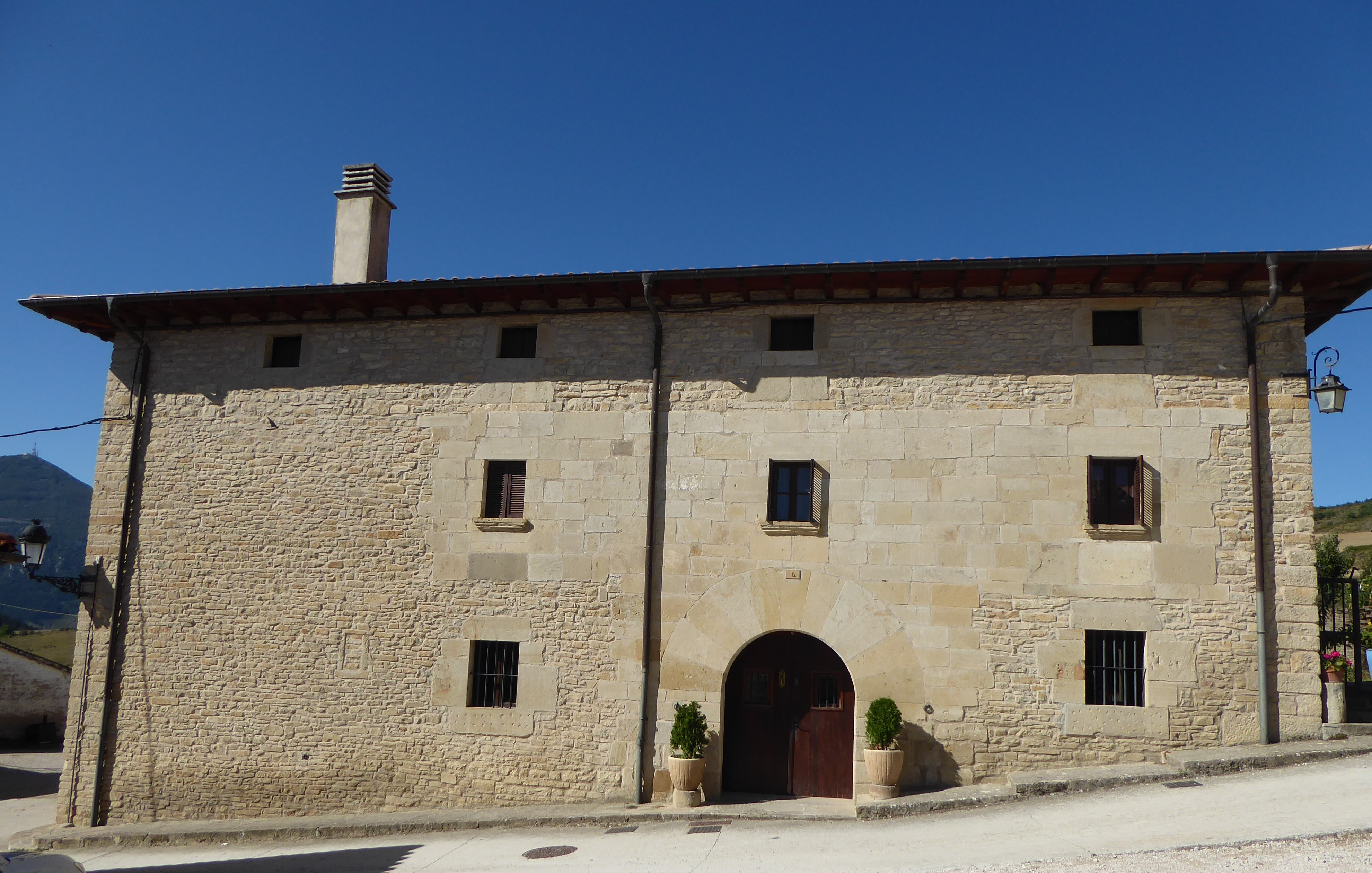
Caserío en Zenborain

Cemboráin (en euskera: Zenborain) es una localidad española y un concejo de la Comunidad Foral de Navarra perteneciente al municipio de Unciti.

## Geografía física

### Situación
Está situado en la Merindad de Sangüesa, en la Comarca de Aoiz.

## Demografía
Su población en 2014 fue de 29 habitantes (INE).[cita requerida]